# Only for you〜この永遠がある限り〜
「Only for you〜この永遠がある限り〜」（オンリー フォー ユー このえいえんがあるかぎり）は 2001年2月21日に発売された郷ひろみ81作目のシングル。

## 解説
日本テレビ系ドラマ『FACE〜見知らぬ恋人〜』主題歌。
カップリング曲はRE-MIX VERSION2曲を収録。

## 収録曲
全曲　作詞:松井五郎／作曲:織田哲郎
1. Only for you－この永遠がある限り－
  - 編曲:本間昭光
2. Only for you ［solid comfort mix］
  - 編曲:本間昭光
3. Only for you ［NOIZ FANATIC MIX］
  - 編曲:本間昭光、飯田高広
4. Only for you（Original KARAOKE）

| スタブアイコン | サブスタブ | この項目は、まだ閲覧者の調べものの参照としては役立たない、シングルに関連した書きかけの項目です。この項目を加筆・訂正などしてくださる協力者を求めています（P:音楽/PJ:楽曲）。 |